# Nguyễn Phúc Huy Nhu
Nguyễn Phúc Huy Nhu (chữ Hán: 阮福徽柔; 1826 – 1885), phong hiệu An Mỹ Công chúa (安美公主), là một công chúa con vua Thiệu Trị nhà Nguyễn trong lịch sử Việt Nam.

## Tiểu sử
Công chúa Huy Nhu sinh năm Bính Tuất (1826), là con gái thứ tư của vua Thiệu Trị, mẹ là Nhị giai Thục phi Nguyễn Thị Xuyên. Công chúa là chị cùng mẹ với Thoại Thái vương Hồng Y và hoàng tử Hồng Kỳ (mất sớm). Thuở nhỏ, công chúa là người dịu dàng, đoan trang, biết giữ phép tắc nơi cung cấm nên rất được vua cha yêu mến.
Năm Thiệu Trị thứ 6 (1846), tháng giêng, vua cho làm nhà ở ba vườn Vĩnh Ấm, Vĩnh Tú, Vĩnh Lệ để cho các công chúa là Tĩnh Hảo, Nhàn Yên và Huy Nhu ở. Cũng trong tháng đó, vua gả chồng cho cả ba công chúa. Công chúa Huy Nhu lấy chồng là Phò mã Đô úy Trương Quang Trụ, người huyện Bình Sơn, Quảng Ngãi, con trai của Cần Chánh điện Đại học sĩ Trương Đăng Quế. Công chúa và phò mã Trụ có với nhau hai con trai và hai con gái.
Sau khi lấy chồng, bà giữ đạo làm vợ cẩn thận. Năm Tự Đức thứ 3 (1850), bà Huy Nhu được sách phong làm An Mỹ Công chúa (安美公主).
Năm Tự Đức thứ 13 (1860), tháng 10 (âm lịch), vua nghe thấy các công chúa nhiều người ưa xa xỉ khoe mẽ, mỗi khi gặp thuyền nhà Thanh đem hàng đến thì mua nhiều vật lạ, không biết tiếc tiền của. Nhân đó, vua Tự Đức cho đề là “Châm sắt viết chữ lên tường”, sai Thái trưởng Công chúa là Vĩnh Trinh và An Mỹ Trưởng công Huy Nhu làm thơ dâng lên. Vua cũng làm hai bài thơ ấy ban cho hai bà công chúa, là để dạy việc tiết kiệm.
Năm Ất Dậu (1885), công chúa Huy Nhu mất, hưởng thọ 60 tuổi. Theo gia phả của dòng họ Trương, bà được an táng tại quê chồng ở xã Tư Cung (nay là xã Tịnh Khê, tỉnh Quảng Ngãi).